# Miłomłyn
Miłomłyn est un village polonais de la voïvodie de Varmie-Mazurie, dans le powiat d'Ostróda.

## Personnalité
- Johann Wigand (v. 1523-1587), théologien, y est mort.